# Union douanière entre l'Andorre et l'Union européenne
L’union douanière entre l’Andorre et l’Union européenne est une union douanière qui couvre les produits relevant des chapitres 25 à 97 du système harmonisé.

## Contenu
Un accord est trouvé en juin 2018. Il prévoit que les produits agricoles entrent dans l'union douanière, mais les franchises commerciales et la souveraineté fiscale d'Andorre sont conservées. Une période transitoire de trente ans, exceptionnellement longue, est accordée pour le tabac, une des principales ressources financières de la Principauté.

## Sources